# Nueva Helvetia

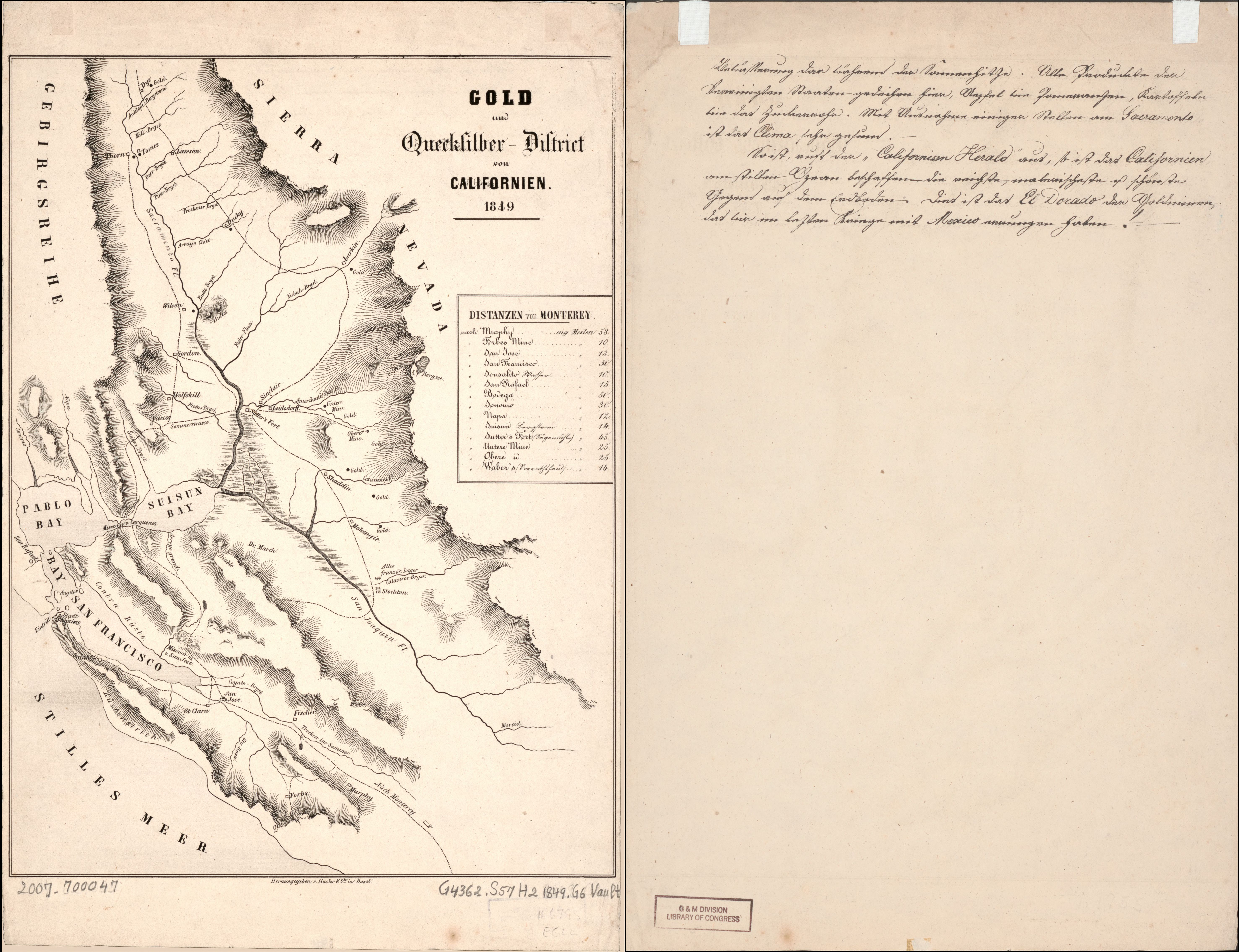
Mapa de la región en 1849.

Nueva Helvetia (New Helvetia en inglés), o Nueva Suiza fue un asentamiento en la Alta California, México, en el siglo XIX. 
El pionero John Sutter, originario de Kandern, Alemania, llegó a la Alta California en agosto de 1839. Al año siguiente, estableció una colonia agrícola y comercial llamada "Nueva Helvetia", en honor al país donde su padre había nacido. El sitio estaba a unos cuantos kilómetros del lugar donde uno de sus hijos, John Sutter Jr., establecería la ciudad de Sacramento. 
Actualmente, Nueva Helvetia corresponde al borde oriental del centro de Sacramento.